# VTuber
En VTuber ブイチューバー (buichūbā), også kaldet en Virtual YouTuber バーチャルユーチューバー (bācharu yūchūbā) er en virtuel entertainer, der fremkommer som computeranimerede avatars og anvender motion capture-teknologi. Trenden opstod i Japan omkring 2016, og blev populær internationalt omkring 2020. Langt de fleste VTubers taler enten japansk eller engelsk, og streamer over sociale medier, såsom YouTube, Twitch, Niconico (en) og Bilibili (en) , og har ofte en Anime-inspireret avatar. I 2020 var der omkring 10.000 aktive VTubers.